# Pociaguillo
Pociaguillo, también llamado Pociague el Chico fue una localidad de la provincia de Segovia, perteneciente en la actualidad a la pedanía de Lovingos, municipio de Cuéllar, actual comunidad autónoma de Castilla y León, España.
Estaba emplazado dentro del Sexmo de Valcorba, al norte de Cuéllar y al sur de Torrescárcela, y a menudo se le denomina Pociague el Chico para diferenciarle de Pociague (llamado el Grande), otro despoblado que se encontraba en la zona.
De su caserío únicamente se conservan los restos del denominado torreón de Pociaguillo, que debió ser la torre de su iglesia parroquial.